# Крекінг-установка Батангас
Крекінг-установка Батангас – виробництво нафтохімічної промисловості на Філіппінах, розташоване за сотню кілометрів на південь від Маніли у місті Батангас (південно-західне узбережжя острова Лусон). Станом на другу половину 2010-х років єдина в країні установка парового крекінгу (піролізу). 
Плани щодо створення виробництва олефінів почали обговорювати на Філіппінах ще в кінці 1990-х, проте будівельні роботи стартували лише в 2011 році. Введений в експлуатацію у 2014-му нафтохімічний комплекс компанії JG Summit Petrochemicals Group (JGSPG) має потужність з випуску 320 тисяч тонн етилену та 190 тисяч тонн пропілену на рік. Далі олефіни спрямовуються на лінії з їх полімеризації у поліетилен (по 160 тисяч тонн продукції високої та низької щільності) та поліпропілен.
Як сировину установка використовує газовий бензин (naphta).
Осінню 2017 року власник підприємства замовив його модернізацію зі збільшенням річної потужності на 160 тисяч тонн етилену та 50 тисяч тонн пропілену. Проект розраховують завершити у 2020 році.